# Telescopi Keck
L'Osservatorio "Keck" è un osservatorio astronomico costituito da due telescopi riflettori gemelli, situato a 4145 m s.l.m., sulla sommità del vulcano Mauna Kea, nelle isole Hawaii. 
Insieme a numerosi altri osservatori internazionali, costituisce l'Osservatorio di Mauna Kea.
Grazie alle migliaia di chilometri di oceano e all'altezza di oltre 4 chilometri, che riduce l'atmosfera e le distorsioni da essa indotte, questo sito è un luogo ideale per le osservazioni astronomiche. Inoltre l'inquinamento luminoso è molto basso, poiché le zone circostanti sono relativamente poco abitate.
I due telescopi sono di tipo Ritchey-Chrétien, con montatura altazimutale e sistemi di ottica attiva e adattiva. Lo specchio primario di ciascuno dei due telescopi ha un diametro di circa 10 metri, il che fa di essi i secondi telescopi ottici più grandi al mondo, dopo il Gran Telescopio Canarias. I due strumenti operano in modalità singola o anche insieme, formando un interferometro lungo 85 metri. I telescopi-interferometro Keck sono tra i maggiori strumenti nell'ottico/infrarosso-vicino nel mondo.

## Descrizione

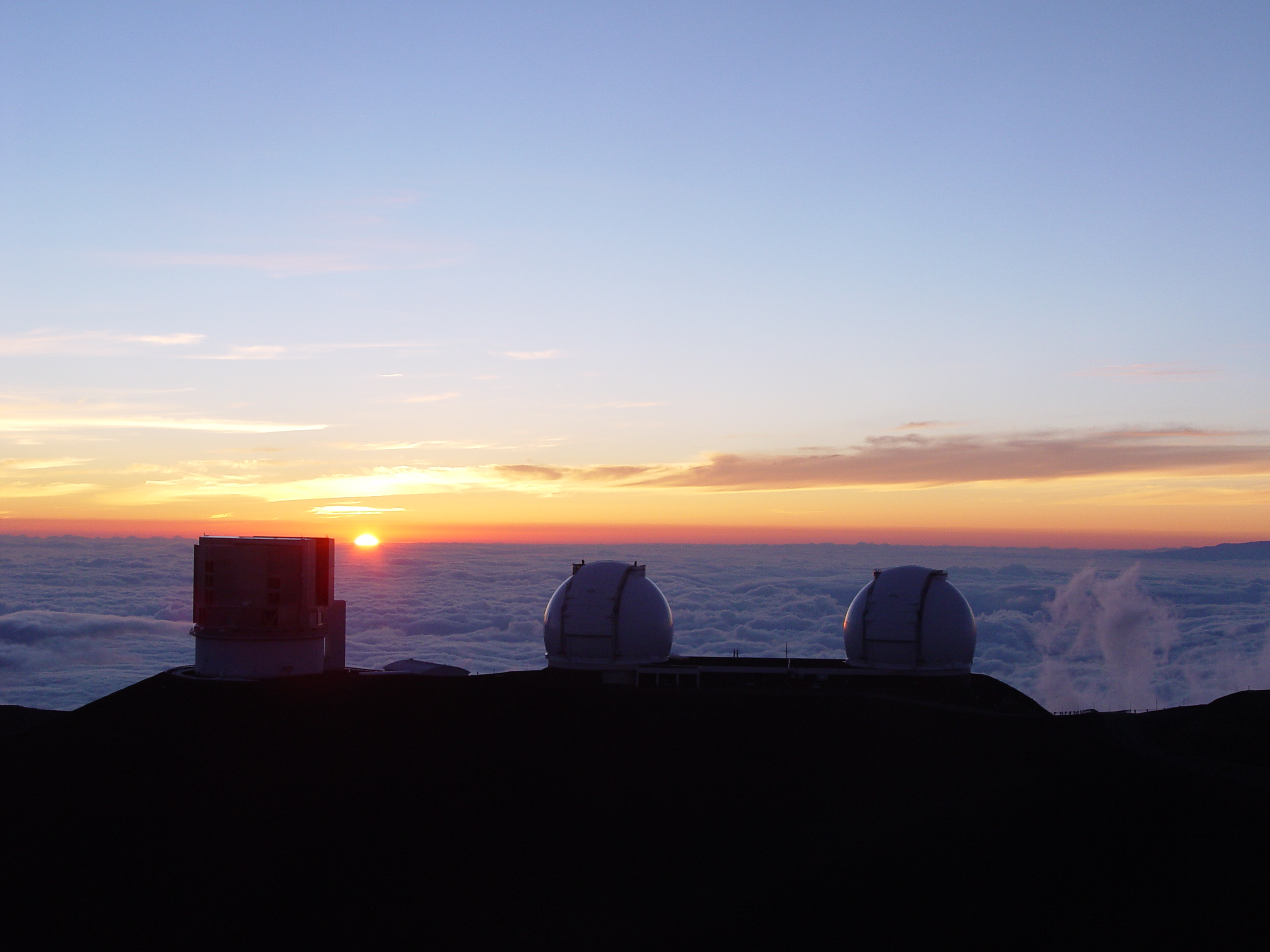
I due telescopi Keck e il telescopio Subaru all'alba.

Nel 1985 Howard B. Keck, della W. M. Keck Foundation, donò circa 70 milioni di dollari per finanziare la progettazione e la costruzione del primo dei due telescopi, il Keck I. La chiave che ha permesso la sua costruzione è stata la possibilità di mettere insieme specchi più piccoli per formarne uno di notevoli dimensioni. Infatti gli specchi primari non sono monolitici, ma sono formati ognuno da 36 segmenti esagonali, che come se fossero piastrelle formano un'unica superficie riflettente di 10 metri di diametro; ciò ha reso molto più facile la loro costruzione, che sarebbe stata pressoché impossibile nel caso di uno specchio monolitico.
Ogni segmento è realizzato in vetroceramica Zerodur ed è mantenuto stabile da un sistema di ottica attiva che unisce un supporto costituito da una struttura estremamente solida e flessibile e un insieme di attuatori che si adattano in modo che i vari segmenti mantengano la corretta configurazione. Durante le osservazioni un computer controlla il sistema di sensori ed attuatori modificando la posizione di ogni segmento in funzione della posizione dei segmenti vicini con una precisione di 4 nm. Il calcolo e la modifica della posizione dei vari segmenti viene fatta due volte al secondo e serve a bilanciare le distorsioni dovute alla gravità.
Keck I e Keck II sono telescopi di tipo Ritchey-Chrétien e le loro montature altazimutali sostengono un peso di circa 300 tonnellate, di cui 270 di acciaio. Il primo telescopio, Keck I, è stato inaugurato nel maggio del 1993, mentre il gemello Keck II nel 1996.
Entrambi i telescopi sono equipaggiati con un sistema di ottica adattiva che compensa le distorsioni dovute alla turbolenza atmosferica, sistema che per la prima volta in questo caso è stato installato su un telescopio di grandi dimensioni. Esso è stato costantemente aggiornato e rinnovato nel corso degli anni fino ad includere uno strumento per la creazione di una stella artificiale con l'ausilio di un laser. Attualmente soltanto il telescopio Keck II monta il laser; sul telescopio Keck I è in fase di installazione e la prima luce è prevista per la fine del 2009. La NSF nel 2017 ha stanziato fondi ulteriori per fornire il Keck II di un controller in tempo reale migliore per il suo sistema di OA, oltre ad una fotocamera migliore per accelerare la sua capacità di compensare i cambiamenti atmosferici e fornire le immagini più chiare possibili.
I due telescopi sono equipaggiati con una serie di strumenti: fotocamere digitali, spettrografi che osservano il cielo nello spettro visibile e nel vicino infrarosso.
Il W. M. Keck Observatory è gestito dalla California Association for Research in Astronomy (CARA) un'organizzazione no-profit nel cui consiglio di amministrazione sono presenti rappresentanti del California Institute of Technology (Caltech) e dell'Università della California. La costruzione dei due telescopi è stata possibile grazie a fondi privati procurati dalla W. M. Keck Foundation per un ammontare pari a 140 milioni di dollari. La NASA si è aggiunta come partner nell'ottobre del 1996, quando il Keck II cominciò le osservazioni.
Il tempo di osservazione dei due telescopi è gestito da varie istituzioni: il Caltech, l'Università delle Hawaii e l'Università della California accettano ed esaminano le richieste fatte dai propri ricercatori; la NASA accetta le richieste provenienti dai ricercatori degli Stati Uniti, mentre il National Optical Astronomy Observatory (NOAO) accetta le richieste dei ricercatori di tutto il mondo.

## L'interferometro Keck

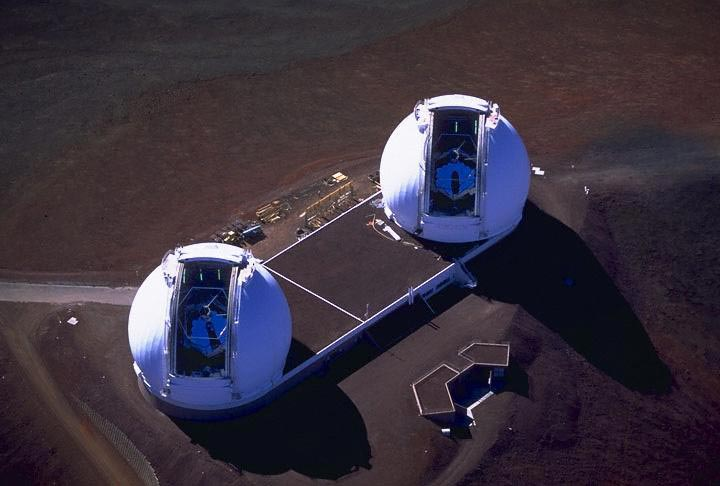
L'interferometro Keck raggiunge una risoluzione angolare di 5 milliarcosecondi grazie alla distanza di 85 metri che separa i 2 telescopi gemelli Keck.

I due telescopi Keck I e Keck II possono lavorare insieme in configurazione interferometrica, formando il cosiddetto Interferometro Keck. Il progetto fa parte del programma della NASA Origins Program che si inserisce in fondamentali filoni di ricerca, quali la formazione delle galassie, delle stelle e dei sistemi planetari, la ricerca di questi ultimi attorno a stelle al di fuori del Sistema solare e la nascita della vita sulla Terra. La combinazione della luce proveniente dai due telescopi viene utilizzata per analizzare le emissioni luminose degli oggetti circostanti alle stelle alla ricerca di pianeti giganti gassosi o per analizzare il disco di accrescimento di stelle giovani. Il sistema è stato sviluppato grazie anche al contributo di 200 milioni di dollari messi a disposizione dalla W. M. Keck Foundation e dalla NASA che si unì al progetto nel 1996.
Il potere risolutivo lungo la direzione che separa i due telescopi è equivalente a quella di uno specchio di uguale diametro, che nel caso dell'interferometro Keck è pari a 85 metri. Lungo questo asse l'interferometro ha una risoluzione angolare di 5 milliarcosecondi (mas) alla lunghezza d'onda di 2,2 µm e 24 mas a 10 µm. Nella configurazione con maggior sensibilità, l'interferometro raggiunge le magnitudini 21 e 10 rispettivamente nelle bande infrarosse K e N, con un tempo di esposizione di 1 000 secondi e un rapporto segnale/rumore pari a 10.
L'interferometro, al fine di effettuare vari tipi di osservazioni anche in diverse lunghezze d'onda, ha diversi strumenti. Tuttavia la mancanza di telescopi aggiuntivi rende questo sistema inadatto alla generazione di immagini interferometriche; lo strumento è stato sviluppato per massimizzare la tecnica dell'annullamento interferometrico e per compiere misure ad alta precisione di diametri angolari. L'interferometro Keck è stato attivato per la prima volta nel settembre del 2005, con una dimostrazione della tecnica dell'annullamento interferometrico.
Il telescopio Keck I viene utilizzato anche in modo indipendente con la tecnica dell'interferometria con maschera d'apertura.

## Strumentazione

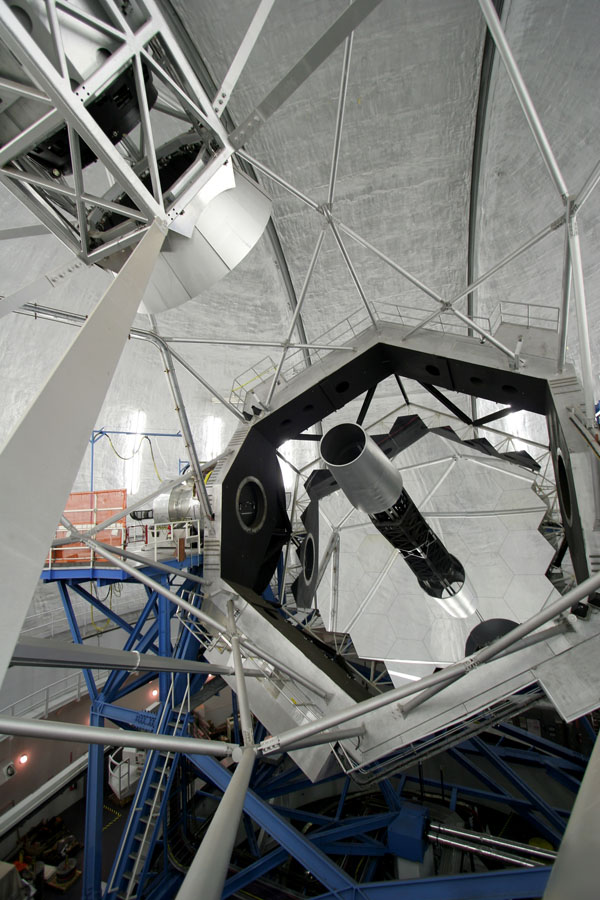
Specchio primario

### Banda visibile
- DEIMOS (Deep Extragalactic Imaging Multi-Object Spectrograph) è in grado di raccogliere spettri sino a 130 galassie o più in una singola esposizione. In modalità "Mega Mask", DEIMOS può raccogliere spettri sino a 1 200 oggetti contemporaneamente, utilizzando uno speciale filtro a banda stretta.
- HiRes, (High Resolution Echelle Spectrometer) è lo strumento più sofisticato e complesso dell'osservatorio Keck, Scompone la luce in ingresso in migliaia di canali per colore misurandone l'intensità. Le sue capacità spettrali hanno portato a scoperte innovative, quali il rilevamento di pianeti al di fuori del sistema solare e una evidenza diretta del modello della teoria del Big Bang. Questo strumento ha rilevato più pianeti extrasolari di ogni altro strumento terrestre. La precisione della velocità radiale è fino a un metro al secondo (1,0 m/s). Il limite di rilevazione dello strumento ad 1 UA è di 0,2 Mj.
- ESI (Echellette Spectrograph Imager) Uno Spettrografo e visualizzatore ad alta risoluzione cattura spettri di galassie molto deboli e quasar in un intervallo dalla luce blu all'infrarosso in una singola esposizione. Si tratta di uno strumento multimodale che consente agli utilizzatori di commutare fra tre modalità nel corso di una notte. Ha prodotto alcuni dei migliori immagini non AO (Adaptive Optics) presso l'osservatorio
- LRIS (Low Resolution Imaging Spectrograph) è uno strumento per la luce debole in grado di acquisire spettri ed immagini degli oggetti più distanti nell'universo. Lo strumento è dotato di un doppio braccio (blu e rosso)[5] per esplorare popolazioni stellari di galassie lontane, nuclei galattici attivi, ammassi galattici, quasar. Lo strumento è tra i primi installati sui telescopi Keck e grazie ad una ricerca basata sullo studio delle supernove ha consentito di scoprire l'espansione accelerata dell'universo, scoperta che ha portato al premio Nobel nel 2011.[6] Nel 2021 è stato aggiornato a seguito di un decadimento di prestazioni a lunghezze d'onda maggiori (luce rossa).[7]
- KCWI (Keck Cosmic Web Imager) è uno spettrografo a campo integrale operante nel vicino ultravioletto a lunghezze d'onda comprese tra 350 e 560 nm.

### Vicino Infrarosso (1,5µm)
- MOSFIRE (Multi-Object Spectrometer for Infra-Red Exploration)[8] è uno strumento di terza generazione per l'Osservatorio W. M. Keck. MOSFIRE è stato consegnato all'osservatorio Keck ad inizio 2012, è stato installato sul Keck I ed ha effettuato la prima luce il 4 aprile dello stesso anno. È uno spettrografo multi-oggetto per l'analisi ad infrarosso con una camera ad ampio campo per il vicino infrarosso (0,97 - 2,41 µm). Una peculiarità di MOSFIRE è l'unità criogenica configurabile a fessura (CSU, Configurable Slit Unit), riconfigurabile in controllo remoto in pochi minuti senza necessità di ripristinare i valori termici. Lo strumento è stato sviluppato dai gruppi della Università della California, Los Angeles (UCLA), dal California Institute of Technology (Caltech) e dalla Università della California, Santa Cruz, (UCSC). 
  - MOSFIRE è stato progettato per essere collocato sul fuoco Cassegrain del telescopio Keck I dove fornirà funzionalità di visualizzazione e spettroscopiche di oggetti deboli complementari allo spettrografo ottico (0,3-1,0 µm) a doppi bracci di Lris.[8]
- LGS - AO (LASER GUIDE STAR - ADAPTIVE OPTICS)[9] Il Keck Laser Guide Star amplia la gamma di obiettivi disponibili per lo studio con i sistemi di ottica adattiva del Keck I e del Keck II. Tramite laser di sodio vengono eccitati gli atomi di sodio presenti nell'atmosfera 90 km sopra la superficie terrestre. Il laser crea una stella artificiale che consente al sistema di ottica adattiva del Keck di puntare bersagli nel cielo quantitativamente 70-80 volte maggiori rispetto a osservazioni senza laser.
- NIRC (Near Infrared Camera) La camera nel vicino infrarosso è talmente sensibile che potrebbe rilevare l'equivalente di una sola fiamma di candela sulla Luna. Questa sensibilità lo rende ideale per gli studi nell'ultra profondo sulla formazione ed evoluzione delle galassie, la ricerca di proto-galassie e le immagini di quasar. Ha fornito studi innovativi del nostro centro galattico ed è utilizzato per studiare dischi protoplanetari, e regioni di formazione stellare di masse notevoli. NIRC è stato dismesso nel 2010.
- NIRC-2/AO (Adaptive Optics)[10] Evoluzione della NIRC, è combinata con il sistema di ottica adattiva del Keck e produce e immagini ad alta risoluzione e spettroscopiche in un intervallo di 1-5 micrometri (µm). Tipici utilizzi sono la mappatura e lo studio delle caratteristiche di superficie dei corpi del sistema solare, la ricerca esopianeti, l'analisi della morfologia di galassie remote.
  - Internamente alla NIRC2 è stato installato un coronografo Vortice di nuova concezione capace di studiare sistemi planetari in formazione, dischi protoplanetari e di rilevare immagini dirette di nane brune e giganti gassosi[11]
- NIRSPEC (Near Infrared Spectrometer). Spettrometro nel vicino infrarosso: studia le radiogalassie ad alto redshift, i movimenti ed i tipi di stelle situate vicino al centro galattico, la natura delle nane brune, le regioni polverose delle galassie starburst, nuclei galattici attivi, chimica interstellare, fisica stellare e la scienza del sistema solare.
- OSIRIS (OH-Suppressing Infrared Integral Field Spectrograph). È uno spettrografo a campo integrale visualizzatore di immagini nell'infrarosso (da 1 a 2,5 micrometri) a soppressione di OH (idrosside). Combina le capacità di uno spettrografo tradizionale con quelle di una telecamera. Opera nel vicino infrarosso per l'uso con il sistema di ottica adattiva del Keck 1. OSIRIS analizza spettri d'onda in un ridotto campo di vista per fornire una serie di immagini a diverse lunghezze d'onda. Lo strumento permette agli astronomi di ignorare le lunghezze d'onda in cui l'atmosfera terrestre sfarfalla a causa di emissioni di molecole di idrosside (OH), permettendo così l'individuazione di oggetti dieci volte più deboli che con i precedenti strumenti disponibili. Originariamente installato sul Keck II il 22 febbraio 2005 con la prima luce, a gennaio 2012 OSIRIS è stato spostato al telescopio Keck 1.

## Risultati scientifici
- Nel 2013, in collaborazione con l'Università del Texas e l'ente americano National Optical Astronomy Observatory, i telescopi Keck hanno contribuito alla scoperta della galassia z8 GND 5296, la più lontana fra quelle attualmente conosciute, distante circa 13,1 miliardi di anni luce dalla Terra.[12]
- A gennaio 2017 sono stati presentati due studi separati[13] che hanno prodotto le prime immagini di un disco protoplanetario[14] e di una nana bruna[15] in orbita a circa 23 UA dalla stella compagna. Lo studio è stato possibile grazie a un nuovo coronografo Vortice combinato con la NIRC-2
- A febbraio 2017 è stato reso pubblico[16] un catalogo di informazioni ottenute in una ricerca ventennale effettuata con lo strumento HiRes, comprendente oltre 61 000 misurazioni individuali di oltre 16 000 stelle
- Uno studio basato sulle osservazioni dirette di HR 8799 ha consentito di verificare con buona approssimazione che i 4 pianeti del sistema stellare sono in risonanza tra loro[17]
- Una ricerca pubblicata[18] a dicembre 2018 attesta la scoperta di una nube di gas incontaminato, rimanenza della nube immensa di gas diffusasi a seguito del Big Bang. Poiché la successiva fase evolutiva delle stelle di popolazione III (le prime stelle createsi) con la loro conseguente esplosione e diffusione dei metalli pesanti mischiatisi con il gas primordiale avrebbe inquinato quest'ultimo, la concentrazione di tali elementi, nell'ordine di 1 su 10 000 rispetto a quella presente nel nostro Sole attesterebbe che tale nube sarebbe uno dei rari residui del gas formatosi nell'universo primordiale.[19]
- Nel luglio 2019 è stato reso pubblico uno studio fatto con lo spettrografo KCWI su una coppia di quasar e il gas lì attorno, dimostrando come la formazione di nuove stelle sia alimentata da dei gas freddi convogliati in percorsi filamentosi, quasi come in gasdotti.[20]